# Байндль, Катерина Игоревна
Катерина Игоревна Байндль (укр. Катерина Ігорівна Байндль, в девичестве — Козлова; (род. 20 февраля 1994, Николаев) — украинская теннисистка.

## Общая информация
Родителей Козловой зовут Игорь и Людмила; есть сестра Надя. Катерина в теннисе с пяти лет. Любимые покрытия — хард и грунт; любимые теннисисты — Мартина Хингис и Роджер Федерер.
27 мая 2015 года Козлова была дисквалифицирована на шесть месяцев после того, как одна из ранее сданных ей регулярных допинг-проб дала положительный результат на 1,3-диметилбутиламин. Срок отстранения от соревнований был определён начиная с 16 февраля того года — времени сдачи анализа. Результаты украинки на сыгранных после этой даты турнирах были обнулены.
7 декабря 2021 года Катерина Козлова вышла замуж за бывшего немецкого хоккеиста Михаэля Байндля, и с тех пор выступает под его фамилией.

## Спортивная карьера
Профессиональную карьеру теннисистки Козлова начала в 2009 году. Первый титул из цикла ITF она выиграла в парах в 2010 году совместно с известной соотечественницей Элиной Свитолиной. В 2011 году с Валентина Ивахненко она выиграл ещё три парных титула на турнирах ITF. Летом 2012 года Катерина выиграла первый профессиональный титул в одиночном разряде, победив на 25-тысячнике ITF в Германии. Затем в августе она выиграла уже 50-тысячник ITF в Казани. В сентябре Козлова дебютировала в основных соревнованиях WTA-тура, сыграв в парном разряде турнира в Ташкенте. Дебют в основной сетке в одиночном разряде состоялся годом позже — в июле 2013 года на турнире в Баку.
В июле 2014 года Козлова победила на 50-тысячнике ITF в Германии. В феврале 2015 года она впервые была приглашена для участия в составе сборной Украины в розыгрыше Кубка Федерации. В апреле Катерина впервые поднялась в рейтинге в топ-100, но дальнейшая дисквалификация не позволила закрепиться на этом уровне. В августе Козлова с седьмой попытки прошла квалификацию турнира серии Большого шлема, сыграв на Открытом чемпионате США. Осенью на турнире в Ташкенте она смогла выйти в свой первый четвертьфинал в WTA-туре.
В феврале 2016 года украинская теннисистка хорошо себя проявила на Премьер-турнире в Санкт-Петербурге, где с учётом квалификации выиграла шесть матчей подряд и вышла в четвертьфинал. В апреле она обновила лучшее достижение в туре, пройдя в полуфинал турнира в Стамбуле. В июне того же года после выхода в четвертьфинал в Хертогенбосе Козлова поднялась в рейтинге в первую сотню. Осенью в Ташкенте она во второй раз в карьере дошла до полуфинала турнира WTA.
Летом 2017 года Козлова смогла выиграть 60-тысячник ITF в Риме. В конце июля она доиграла до четвертьфинала турнира в Бостаде. На Открытом чемпионате США украинская теннисистка смогла выиграть первый матч в основе турнира серии Большого шлема и прошла во второй раунд. В сентябре Козлова смогла выиграть титул на турнире младшей серии WTA 125K в Даляне. После этого она дважды доиграла до четвертьфинала на турнирах WTA и закончила сезон на 86-м месте в рейтинге.
На Открытый чемпионат Австралии 2018 года Катерина Козлова проиграла в первом круге сопернице из России, 15-й сеянной, Анастасии Павлюченковой. В начале февраля на международном турнире WTA в Тайбэе украинка впервые в карьере сумела дойти до финала, где уступила венгерской спортсменке Тимее Бабош со счётом 5-7, 1-6. По ходу удачного турнира Катерина смогла переиграть вторую сеяную Чжан Шуай, ещё одну китайскую теннисистку Дуань Инъин, Юлию Путинцеву из Казахстана, а в полуфинале взяла верх над Сабиной Лисицки. Этот успех позволил Козловой подняться на самую высокую для себя — 62-ю строчку мирового рейтинга. На Открытом чемпионате Франции уже в первом раунде Козлова сыграла с действующей победительницей турнира Еленой Остапенко. Обыграв её со счётом 7-5, 6-3, Козлова впервые выиграла теннисистку из топ-10 и прошла во втором раунд, в котором уступила Катерине Синяковой. В сентябре Козлова вышла в четвертьфинал турнира в Гуанчжоу, а затем в полуфинал турнира в Ташкенте. В ноябре она дошла до финала 60-тысячника ITF в Торонто, где проиграла Кверине Лемойне из Нидерландов. Сезон она завершила на 86-й позиции.
В феврале 2019 года Козлова вышла в 1/4 финала зального турнира в Будапеште. В марте она пробилась через квалификацию на премьер-турнир высшей категории в Индиан-Уэллсе, и в основной сетке дошла до третьего раунда, проиграв румынке Симоне Халеп. В мае на другом турнире данной серии в Мадриде она повторила этот результат, попутно обыграв во втором раунде № 5 в мире Каролину Плишкову — 7-5, 2-6, 6-4. На Ролан Гаррос Козлова второй год подряд вышла во второй раунд. На Уимблдонском турнире и Открытом чемпионате США проиграла уже в первом раунде. Осенью она один раз доиграла до четвертьфинала на турнире в Наньчане.

## Итоговое место в рейтинге WTA по годам
| Год  | Одиночный рейтинг | Парный рейтинг |
| 2022 | 138               |                |
| 2021 | 142               | 1 320          |
| 2020 | 106               | 282            |
| 2019 | 89                | 433            |
| 2018 | 99                | 237            |
| 2017 | 86                | 617            |
| 2016 | 98                |                |
| 2015 | 165               |                |
| 2014 | 135               | 227            |
| 2013 | 204               | 281            |
| 2012 | 192               | 141            |
| 2011 | 343               | 243            |
| 2010 | 374               | 326            |
| 2009 | 916               | 782            |

## Выступления на турнирах

### Финалы турнировWTAв одиночном разряде (2)

#### Поражения (2)
| Легенда:                    |
| --------------------------- |
| Турниры Большого шлема (0)* |
| Олимпиада (0)               |
| Итоговый турнир WTA (0)     |
| Premier Mandatory (0)       |
| Premier 5 (0)               |
| Premier (0)                 |
| International (0)           |

| Титулы по покрытиям | Титулы по месту проведения матчей турнира |
| ------------------- | ----------------------------------------- |
| Хард (0)*           | Зал (0)                                   |
| Грунт (0)           | Зал (0)                                   |
| Трава (0)           | Открытый воздух (0)                       |
| Ковёр (0)           | Открытый воздух (0)                       |

* количество побед в одиночном разряде + количество побед в парном разряде.
| №  | Дата           | Турнир            | Покрытие   | Соперница в финале | Счёт        |
| 1. | 4 февраля 2018 | Тайбэй, Тайвань   | Хард (зал) | Тимея Бабош        | 5-7 1-6     |
| 2. | 23 июля 2023   | Будапешт, Венгрия | Грунт      | Мария Тимофеева    | 3-6 6-3 0-6 |

### Финалы турнировWTA 125иITFв одиночном разряде (13)

#### Победы (6)
| Легенда:                    |
| --------------------------- |
| WTA 125 (1)*                |
| 100.000 USD (0)             |
| 80.000 (75.000)** USD (0)   |
| 60.000 (50.000)** USD (3+3) |
| 25.000 USD (2+10)           |
| 15.000 (10.000)** USD (0)   |

** призовой фонд до 2017 года
| Титулы по покрытиям | Титулы по месту проведения матчей турнира |
| ------------------- | ----------------------------------------- |
| Хард (3+8)*         | Зал (0+3)                                 |
| Грунт (3+5)         | Зал (0+3)                                 |
| Трава (0)           | Открытый воздух (6+10)                    |
| Ковёр (0)           | Открытый воздух (6+10)                    |

* количество побед в одиночном разряде + количество побед в парном разряде.
| №  | Дата             | Турнир                      | Покрытие | Соперница в финале   | Счёт           |
| 1. | 1 июля 2012      | Файхинген-на-Энце, Германия | Грунт    | Флоренсия Молинеро   | 3-6 7-5 6-4    |
| 1. | 18 августа 2012  | Казань, Россия              | Хард     | Тара Мур             | 6-3 6-3        |
| 3. | 22 сентября 2012 | Шымкент, Казахстан          | Хард     | Анна Данилина        | 6-3 4-6 6-4    |
| 4. | 6 июля 2014      | Ферсмольд, Германия         | Грунт    | Ришел Хогенкамп      | 6-4 6-7(3) 6-1 |
| 5. | 9 июля 2017      | Рим, Италия                 | Грунт    | Мариана Дуке Мариньо | 7-6(6) 6-4     |
| 6. | 10 сентября 2017 | Далянь, Китай               | Хард     | Вера Звонарёва       | 6-4 6-2        |

#### Поражения (7)
| №  | Дата             | Турнир                             | Покрытие   | Соперница в финале  | Счёт           |
| 1. | 14 июля 2013     | Стамбул, Турция                    | Хард       | Елизавета Куличкова | 3-6 6-4 0-6    |
| 2. | 21 сентября 2013 | Батуми, Грузия                     | Хард       | Александра Панова   | 4-6 6-0 5-7    |
| 3. | 1 июня 2014      | Градо, Италия                      | Грунт      | Джоя Барбьери       | 4-6 6-4 4-6    |
| 4. | 4 ноября 2018    | Торонто, Канада                    | Хард (зал) | Кверина Лемойне     | 2-6 3-6        |
| 5. | 3 июля 2022      | Монпелье, Франция                  | Грунт      | Оксана Селехметьева | 3-6 7-5 5-7    |
| 6. | 30 октября 2022  | Лес-Франкесес-дель-Вальес, Испания | Хард       | Жасмин Паолини      | 4-6 4-6        |
| 7. | 13 ноября 2022   | Колина, Чили                       | Грунт      | Маяр Шериф          | 6-3 6-7(3) 5-7 |

### Финалы турнировWTA 125иITFв парном разряде (22)

#### Победы (13)
| №   | Дата             | Турнир                   | Покрытие   | Партнёрша           | Соперницы в финале                      | Счёт              |
| 1.  | 24 июля 2010     | Харьков, Украина         | Грунт      | Элина Свитолина     | Валентина Ивахненко Алёна Сотникова     | 6-3 7-5           |
| 2.  | 18 июня 2011     | Харьков, Украина         | Грунт      | Валентина Ивахненко | Мелани Клаффнер Лина Станчюте           | 6-4 6-3           |
| 3.  | 17 июля 2011     | Контрексевиль, Франция   | Грунт      | Валентина Ивахненко | Роксана Вайсемберг Эрика Сэма           | 2-6 7-5 [12-10]   |
| 4.  | 6 августа 2011   | Москва, Россия           | Грунт      | Валентина Ивахненко | Василиса Булгакова Анна Рапопорт        | 6-3 6-0           |
| 5.  | 20 мая 2012      | Москва, Россия           | Грунт      | Валентина Ивахненко | Юлия Валетова Дарья Лебешева            | 6-1 6-3           |
| 6.  | 26 мая 2012      | Астана, Казахстан        | Хард (зал) | Валентина Ивахненко | Диана Исаева Ксения Кириллова           | 6-2 6-0           |
| 7.  | 9 июня 2012      | Карши, Узбекистан        | Хард       | Валентина Ивахненко | Вероника Капшай Теодора Мирчич          | 7-5 6-3           |
| 8.  | 17 августа 2012  | Казань, Россия           | Хард       | Валентина Ивахненко | Людмила Киченок Надежда Киченок         | 6-4 6-7(6) [10-4] |
| 9.  | 22 сентября 2012 | Шымкент, Казахстан       | Хард       | Валентина Ивахненко | Нигина Абдураимова Ксения Палкина       | 6-2 6-4           |
| 10. | 1 сентября 2013  | Казань, Россия           | Хард       | Валентина Ивахненко | Вероника Капшай Башак Эрайдын           | 6-4 6-1           |
| 11. | 21 сентября 2013 | Батуми, Грузия           | Хард       | Валентина Ивахненко | Алёна Фомина Кристина Шаховец           | 6-0 6-4           |
| 12. | 26 января 2014   | Андрезье-Бутеон, Франция | Хард (зал) | Юлия Бейгельзимер   | Кристина Барруа Тимея Бачински          | 6-3 3-6 [10-8]    |
| 13. | 23 февраля 2014  | Москва, Россия           | Хард (зал) | Валентина Ивахненко | Вероника Кудерметова Светлана Пироженко | 7-6(6) 6-4        |

#### Поражения (9)
| №  | Дата            | Турнир              | Покрытие    | Партнёрша           | Соперницы в финале                    | Счёт              |
| 1. | 30 мая 2009     | Харьков, Украина    | Грунт       | Элина Свитолина     | Катерина Авдиенко Мария Жаркова       | 7-6(3) 3-6 [9-11] |
| 2. | 25 октября 2009 | Анталья, Турция     | Грунт       | София Ковалец       | Катерина Ванькова Анна Орлик          | 3-6 0-6           |
| 3. | 9 мая 2010      | Харьков, Украина    | Хард        | Элина Свитолина     | Людмила Киченок Надежда Киченок       | 4-6 2-6           |
| 4. | 4 июля 2010     | Пособланко, Испания | Хард        | Валентина Ивахненко | Акико Ёнэмура Томоко Ёнэмура          | 4-6 6-3 [4-10]    |
| 5. | 25 марта 2012   | Москва, Россия      | Ковёр (зал) | Валентина Ивахненко | Маргарита Гаспарян Анна Арина Маренко | 6-3 6-7(4) [6-10] |
| 6. | 16 июня 2012    | Бухара, Узбекистан  | Хард        | Валентина Ивахненко | Людмила Киченок Надежда Киченок       | 5-7 5-7           |
| 7. | 22 июля 2012    | Донецк, Украина     | Хард        | Валентина Ивахненко | Людмила Киченок Надежда Киченок       | 2-6 5-7           |
| 8. | 9 февраля 2014  | Гренобль, Франция   | Хард (зал)  | Маргарита Гаспарян  | Анастасия Васильева София Шапатава    | 1-6 4-6           |
| 9. | 19 августа 2018 | Ванкувер, Канада    | Хард        | Аранча Рус          | Дезире Кравчик Гильяна Ольмос         | 2-6 5-7           |